# Гусєва Наталія Євгенівна
Ната́ля Євге́нівна Гусєва (рос. Наталия Евгеньевна Гусева), після шлюбу, з 1993 року Мурашкевич; 15 лютого 1972, Звенигород, Московська область, РРФСР, СРСР) — кіноакторка радянського кіно 1980-х років, що набула великої популярності в юному віці після виконання ролі Аліси Селезньової у культовому дитячому п'ятисерійному телефільмі «Гостя з майбутнього» режисера Павла Арсенова. У 1983—1988 роках знялася у п'яти художніх фільмах.
На середину 2010-х — професійна біохімікиня, керівниця виробництва імунобіологічних препаратів. В 2008 році, після 20-річної перерви, взяла участь у кількох кіно- та телепроєктах.

## Біографія
Народилась 15 лютого 1972 року у Звенигороді. Батько — Євген Олександрович Гусєв, робітник; мати — Галина Макарівна Гусєва, лікарка-терапевтка.
В 1979 році пішла у перший клас московської середньої школи № 692. Її першою роллю у кіно стала роль школярки у дитячому короткометражному художньому фільмі «Небезпечні дрібниці» (1983).
Стає дуже популярною після виконання ролі Аліси Селезньової у дитячому фантастичному п'ятисерійному художньому телефільмі «Гостя з майбутнього» (1984) режисера Павла Арсенова. Листи з усіх кутків СРСР від юних шанувальників йдуть мішками, є навіть листи з Болгарії, Німеччини, Америки, Ізраїлю. Шанувальники-москвичі проводжають зі школи, чекають біля під'їзду — такого успіху фільму не очікував ніхто. Після цієї зоряної ролі Наталя знімається у фільмах «Гонка століття» (1986), «Лілова куля» (1987), «Воля Всесвіту» (1988). В 1989 році отримує пропозицію головної ролі у фільмі «Аварія — дочка мента», але після ознайомлення зі сценарієм фільму, де були присутні сексуальні сцени з її героїнею, від участі у фільмі відмовилася.
Після закінчення школи, через те, що з юних років захоплювалася біологією (а саме ентомологією, наукою про комах), Наталя Мурашкевич віддала перевагу фаху відповідного профілю — у 1989 році вона склала іспити до Московського інституту тонкої хімічної технології ім. М. В. Ломоносова на відділення біотехнології, закінчила цей заклад а 1994 році. Після цього тривалий час працювала науковою співробітницею науково-дослідного інституту. На середину 2010-х була однією з керівників компанії, що займалася розробкою та виробництвом імуноферментних тест-систем для діагностування деяких інфекційних хвороб.
В 1993 році одружилася з Денисом Анатолієвичем Мурашкевичем та змінила прізвище. 14 грудня 1996 року народила дочку Олесю. В 2001 році розлучилася.
В 2007 році на телеканалі НТВ вийшла передача «Головний герой. Наташа Гусєва: Аліса стала дорослою», що розповідала про подальшу долю Наталії та інших юних акторів телефільму «Гостя з майбутнього», про значення цього фільму для покоління 1980-х, про культурне значення феномену «алісоманії».
У лютому 2009 року на екрани вийшов російський повнометражний дитячий мультфільм «День народження Аліси», у якому Наталія Мурашкевич (Гусєва) озвучила роль одного з персонажів — капітана космічного корабля.
У 2009 році на екрани вийшла п'ята серія («Обличчя») другого сезону телесеріалу «Літєйний, 4», в який Наталія Мурашкевич (Гусєва) виконала епізодичну роль телеведучої Ірини (роль була озвучена голосом іншої акторки).

## Фільмографія
- 1983 — «Небезпечні дрібниці» (дитячий, короткометражний) — школярка;
- 1984 — «Гостя з майбутнього» (дитячий, фантастичний, 5 серій) — Аліса Селезньова;
- 1986 — «Гонка століття» (психологічна драма) — Рейчел Кроухорст;
- 1987 — «Лілова куля» (дитячий, фантастичний, фільм-казка) — Аліса Селезньова;
- 1988 — «Воля Всесвіту» (підлітковий, філософська драма) — Олена Лукашевич;
- 2009 — Серія «Обличчя» другого сезону телесеріалу «Літєйний, 4» — телеведуча Ірина (озвучена голосом іншої акторки).

### Озвучування
- 2009 — «День народження Аліси» (дитячий, мультиплікаційний повнометражний) — капітан зорельоту.